# Rezipient
Rezipient (von lateinisch recipere „aufnehmen, empfangen“) bezeichnet den oder die Empfänger einer Botschaft in einem medialen Kommunikationsprozess, etwa Leser, Zuhörer, Zuschauer oder Besucher. Für verschiedene Rezipienten gibt es verschiedene Kommunikationsmodelle. Das Gegenstück ist der Sender (etwa Sprecher, Autor), der Kommunikator genannt wird. Der Rezipient ist also diejenige Person, die sich informieren will oder/und informiert werden soll. Dabei spielt er bereits eine aktive Rolle, da er „aufnahmebereit“ ist. Die Wechselwirkung zwischen Sender und Empfänger wird „Feedback“, das Verstehen und die Interpretation der Botschaft Rezeption genannt.
Auch der Perzipient wird – insbesondere im Konstruktivismus – als der „Anvisierte“ verstanden. Allerdings erfolgt in Bezug auf ihn keine aktive Handlung, also keine Ansprache oder sonstige kommunikative Handlung. Der Perzipient ist damit ein potentieller Rezipient.
Im Verlauf eines Kommunikationsprozesses wechseln die Rollen von Kommunikator, Rezipient und Perzipient normalerweise mehrfach. Die Rückkopplung erfolgt entweder relativ direkt (etwa in der verbalen Kommunikation) oder indirekt (etwa über Drittkommunikation) oder mittels langfristiger Kommunikation über Reputation und Image wie bei den Verkaufszahlen bei Massenmedien oder Produkten oder über Wahlergebnisse in der Politik.